# Thermodiaptomus yabensis
Thermodiaptomus yabensis is een eenoogkreeftjessoort uit de familie van de Diaptomidae. De wetenschappelijke naam van de soort is voor het eerst geldig gepubliceerd in 1928 door Wright S. & Tressler.